# SN 2002bu
SN 2002bu – niepotwierdzona supernowa typu IIn? odkryta 28 marca 2002 roku w galaktyce NGC 4242. W momencie odkrycia miała maksymalną jasność 15,50m.